# Parc national de Bago Bluff
Le parc national de Bago Bluff  est un parc situé à environ 410 km au nord de Sydney en Nouvelle-Galles du Sud en Australie au sud-ouest de la ville de Wauchope.
Du sommet de la falaise auquel on peut accéder par l'intermédiaire de plusieurs chemins forestiers venant du sud, comme Bago Road, on a une vue splendide sur la vallée de Hastings. La limite nord du parc est la Oxley Highway d'où partent deux pistes pour 4x4 traversant le parc.
Des fouilles dans le parc ont permis de trouver des fossiles de feuilles et de coquillages.
Les oiseaux que l'on peut voir dans le parc sont: le Cassican flûteur (Cracticus tibicen), le Siffleur doré (Pachycephala pectoralis), la Colombine turvert (Chalcophaps indica), le Rhipidure à collier (Rhipidura fuliginosa), les Dacelo, le Séricorne à grand bec (Sericornis magnirostris), le Pardalote pointillé (Pardalotus punctatus), le Grand Réveilleur (Strepera graculina), l'Acanthize ridé (Acanthiza lineata) et le Séricorne à sourcils blancs (Sericornis frontalis).
Les Lantanas, une plante envahissante originaire d'Amérique, est devenue un problème dans le parc où elle recouvre la plus grande partie de certaines pistes.[réf. nécessaire]